# 珀耳修斯和美杜莎的首级

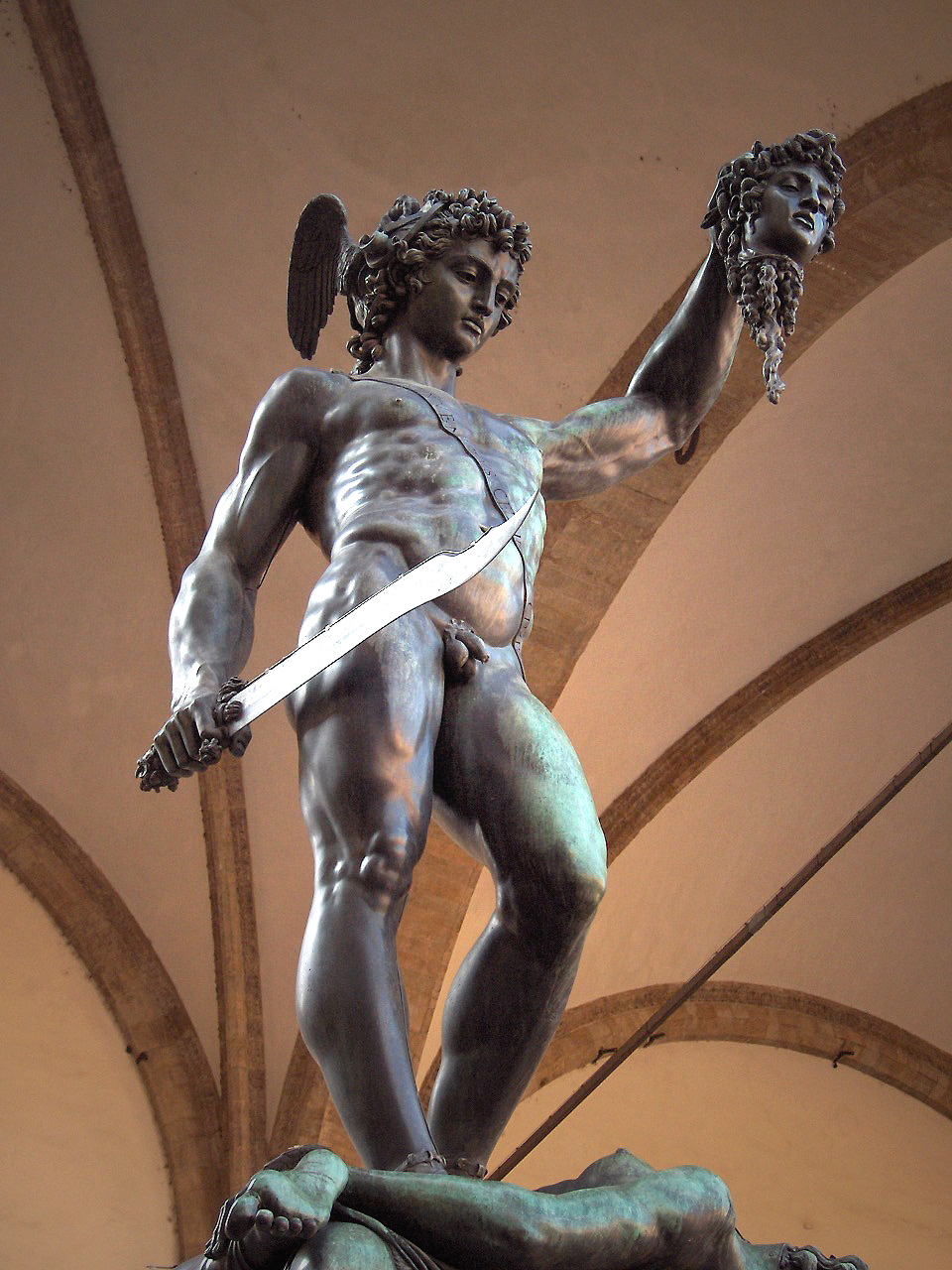

珀耳修斯和美杜莎的首级是本韦努托·切利尼的一件青铜雕塑，创作于1545年－1554年，位于意大利佛罗伦萨领主广场的佣兵凉廊。雕塑矗立在一个方形底座上，底座上有青铜浮雕板，描绘了珀耳修斯和安德洛墨达的故事。订制雕塑的是第二任佛罗伦萨公爵科西莫一世德美第奇，与广场上的其他雕塑作品有着特定的政治联系。当这件作品于1554年4月27日向公众展示时，米开朗基罗的大衛像、班迪内利的“赫拉克勒斯”以及多那太羅的“友第德与何乐弗尼”已经被安置在广场上。 
作品的主题是珀耳修斯斩杀美杜莎的神话故事。任何看美杜莎的人都会变成石头。珀尔修斯赤身裸体站立，高举双手，脚踏在在美杜莎的身体上，美杜莎的头上是扭动的蛇，被砍断的脖子上涌出鲜血。这尊青铜雕塑，被三尊巨大的大理石男子雕像恰当地包围着：赫拉克勒斯、大衛和后来的海神。珀尔修斯头部的背面，则是雕塑家切利尼的自画像。

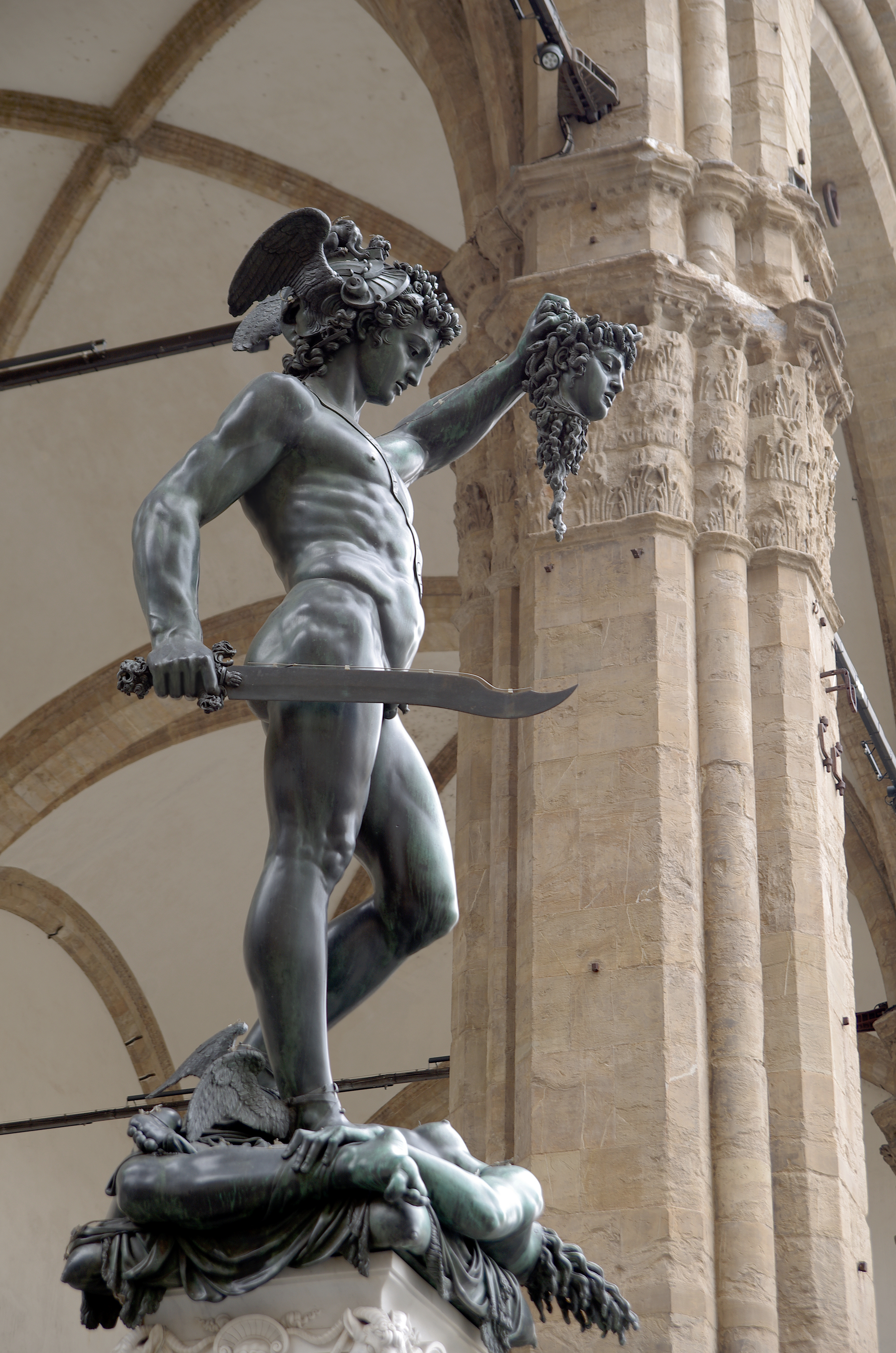

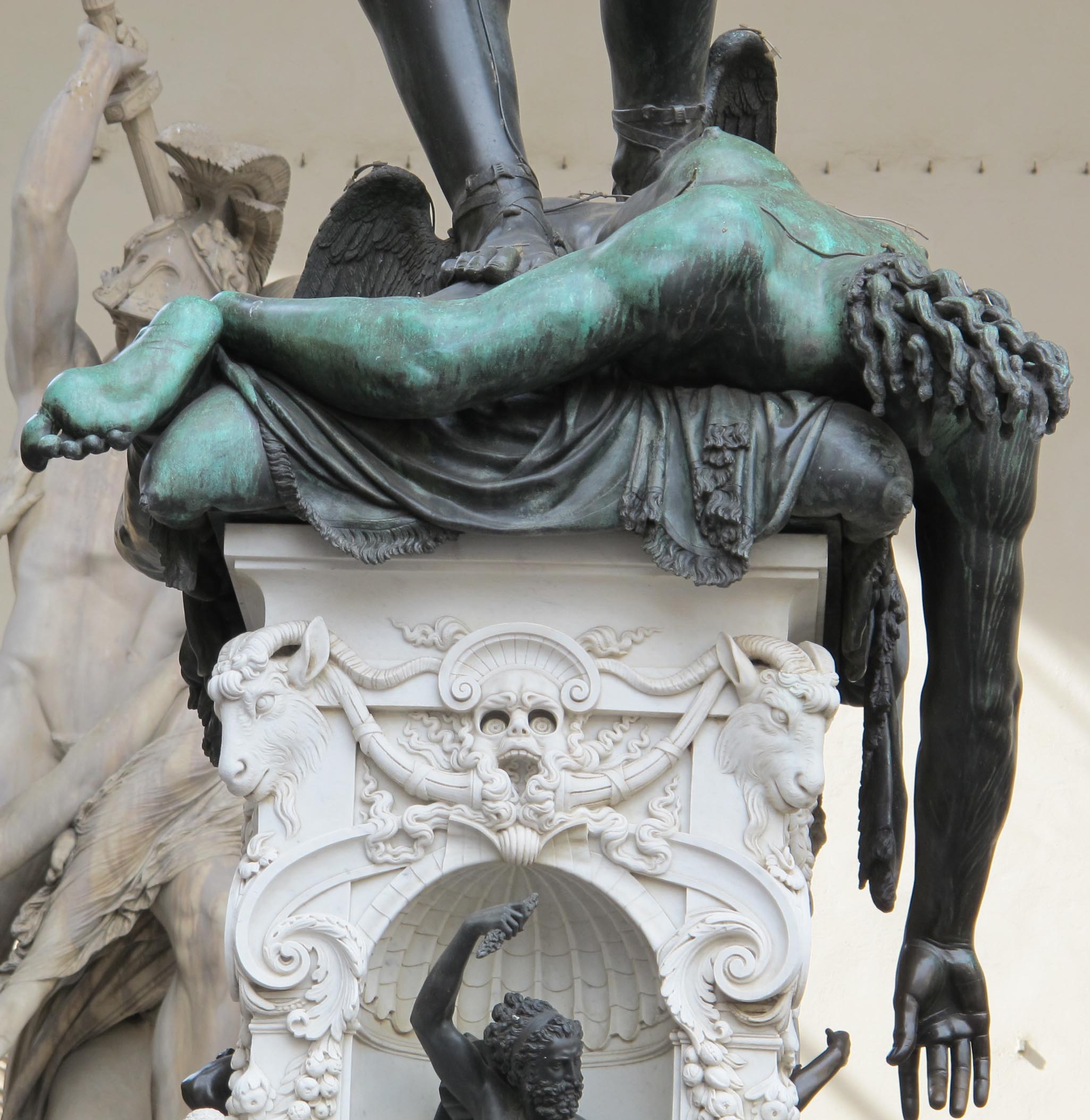